# Numa Pompilius
Numa Pompilius was volgens de legenden de tweede van de zeven koningen van Rome (716 - 673 v.Chr.) die regeerden voordat Rome rond 509 v.Chr. werd uitgeroepen tot republiek. Hij ging de geschiedenis in als de vormgever van de religieuze kalender en de stichter van enkele Roomse instituten, waaronder het college van de Vestaalse maagden. Volgens de legenden is hij de opvolger van de gewelddadige stichter van Rome, Romulus.

## Biografische gegevens
Wat over Numa bekend is, behoort in grote mate tot het domein van de legende. Hij werd door de Latijnen en de Sabijnen als koning aangewezen na het interregnum dat volgde op de mysterieuze verdwijning van Romulus, die Rome stichtte. Numa was een wijze en deugdzame Sabijn uit de stad Cures, die het hem aangeboden koningschap pas wilde aanvaarden nadat de goden hem gunstige voortekenen hadden gezonden. Tijdens het bewind van Numa vonden er geen oorlogen plaats; het was een rustpunt van vrede in een geschiedenis vol oorlogen.
Koning Numa wilde door zijn wijsheid en godsvrucht de ruwe zeden van de eerste Romeinen verzachten. Hij gold als een vredestichter die voor zijn rijk een voortreffelijke politieke en religieuze regeling tot stand bracht. Godsdienstige instellingen van respectabele ouderdom werden trouwens door de Romeinen in de regel aan Numa toegeschreven. Zo zou hij het college van de Vestaalse maagden opgericht hebben. Om respect af te dwingen voor zijn wetgeving beriep hij zich op de
goddelijke oorsprong ervan: hij kreeg immers raad en inspiratie van de nimf Egeria, met wie hij een vertrouwelijke omgang had. Antieke schrijvers weten ook te vertellen dat hij ooit met Jupiter debatteerde over zijn wetgeving.
Volgens een andere traditie haalde Numa Pompilius zijn wijsheid van Pythagoras, wiens leerling hij zou geweest zijn. Deze versie wordt echter door Livius verworpen op grond van een anachronisme.
Na zijn dood werd Numa Pompilius begraven aan de voet van de Janiculus-heuvel, samen met een exemplaar van zijn wetten. Toen in 181 v.Chr. na een zware regenbui de kist bloot kwam te liggen, bleek dat het lijk van de koning geheel vergaan was. Maar de boekrollen waren intact, en werden op het Forum verbrand en opnieuw bijgezet. Wat Egeria betreft, na Numa's dood ging zij treurend bij zijn graf zitten en veranderde volgens Ovidius' Metamorfosen in een bron.

## Invloed
Ook al trekken gezaghebbende auteurs als Livius, Plutarchus en Valerius Maximus de inspiratie door Egeria in twijfel, toch spreken ze met waardering over dit beroep op een goddelijke herkomst. Dat gaf Plutarchus een argument om zijn Numa-bibliografie te koppelen aan die van Lycurgus, die zijn wetgeving op Apollo terugvoerde. Machiavelli en Hobbes, theoretici die zich toespitsten op de techniek van machtsuitoefening, spreken vol lof over Numa's vermeende goddelijke inspiratie.